# Rumi Ochiai
Rumi Ochiai (jap. 落合 るみ Ochiai Rumi; ur. 6 marca 1973 w Aichi) – japońska seiyū. Znana jest przede wszystkim z podkładania głosu postaci Kurenai Yūhi w anime Naruto.

## Wybrane role
- Król szamanów (Sharona)
- Z.O.E. Dolores,i (Cindy Fiorentino)
- Gry Sonic the Hedgehog, Sonic X (Rouge the Bat)
- Naruto (Kurenai Yūhi)
- Ragnarok the Animation (Melopsum)
- Maō Dante (Lamia)
- Boruto: Naruto Next Generations (Kurenai Sarutobi)